# Jessabelle
A Jessabelle 2014-ben bemutatott amerikai természetfeletti horrorfilm, melyet Ben Garant forgatókönyvéből Kevin Greutert rendezett. A főbb szerepekben Sarah Snook, Mark Webber, Joelle Carter, David Andrews, Amber Stevens és Ana de la Reguera látható.
Az Amerikai Egyesült Államokban 2014. november 7-én mutatták be a mozikban. Magyarországon egy héttel később, november 13-án jelent meg szinkronizálva, a Fórum Hungary forgalmazásában.

## Cselekmény
|  | Alább a cselekmény részletei következnek! |

A terhes Jessabelle "Jessie" Laurent (Sarah Snook) hamarosan elköltözik a vőlegénye, Mark (Brian Hallisay) házába, csakhogy az odaúton beléjük ütközik egy kamion, amitől Mark azonnal meghal, Jessie pedig elvetél. Két hónappal később, a tolószékhez kötött Jessie beköltözik az elhidegült apja, Leon (David Andrews) házába St. Francis, Louisianaban. Az anyja egykori hálószobájában kell laknia; az anyja meghalt agydaganatban röviddel azután, hogy megszületett.
Egy nap, Jessie talál egy dobozt, amiben három videókazetta-felvétel van az anyjáról, még 1988. június 12-ről. Kate (Joelle Carter), aki Jessie teljes nevére címezte, gratulál neki a 18. születésnapján, majd a tarot kártyák azt mutatják neki, hogy HALÁL; Ezt a jóslást még egy Mózes (Vaughan Wilson) nevezetű férfi tanított neki a helyi templomban. Kate arra figyelmezteti a felvételen, hogy nincs egyedül a házban. Egy nemkívánatos szellem van bent, ám kiderül, hogy ez mind igaz, mert Jessie úgy érzi, hogy egy fekete hajú nő (Amber Stevens) kísérti, amióta beköltözött. Jessie-nek van egy visszatérő álma, melyben oda van szíjazva egy ágyhoz, majd látja az édesanyját, hogy egy rituálét tartanak, ahol egy fekete ember megfojtja őt. Leon, aki már többször is próbálta lebeszélni Jessie-t, hogy ne nézze meg a felvételeket, kettétöri a kazettákat és a kerekesszékét a folyóba veti. Megpróbálja elégetni a szalagokat, de egy láthatatlan erő a ház fészerében rekedt férfit felégeti. A temetésén, Jessie újra találkozik a régi gimis barátjával, Preston Sanders-el (Makr Webber), de összeesik, mikor meglátja a súlyosan megégett fekete embert.
Miután Preston hazaviszi Jessie-t, a lány felfedez egy negyedik kazettát, de végül úgy dönt, hogy nem nézi meg. A következő napon, Jessie és Preston egy csónakkal átkelnek a mocsaras lápon, mert Jessie-nek gyanúsak voltak a csillogó fények és a lángok, amit az otthonából szokott látni. Mindketten felfedezik, hogy Vudu ikonok és a hatások csillognak, valamint "Jessabelle" sírját (melyben babacsontváz van), Jessie születésnapjával dátumozva. Azonnal Pruitt seriff (Chris Ellis) tudtára adják, aki egy DNS vizsgálatot indíttat el. Jeesie és Preston ekkor felkeresi Mrs. Davis (Fran Bennett) házát, az anyja egyik barátját, aki beszél Mózesról. Mindketten rátalálnak az erdőben egy szentélyre, azt gondolva, hogy Mózesről van szó, de megtámadja őket egy csapat férfi, akik arra kényszerítik őket, hogy hagyják el a helyet. Mindketten visszatérnek Jessie otthonába, ahol Preston bevallja, hogy annak ellenére, hogy házas, ő még mindig szerelmes Jessie-be. Miután a férfi azt hiszi, hogy Jessiet viszi az autóba, a rejtélyes nő megtámadja őt, majd a fejét beüti egy kőbe és eszméletlen lesz.
Jessie egyedül maradt és megnézi a negyedik kazettát is, melyen látható, hogy Kate kiabálva ezt mondja: "Jessabelle, te halott vagy!" ekkor lekapcsolja a kamerát. Jessie rituálisan megidézi a nőt, majd tájékoztatja Pruitt-et, hogy a baba Kate lánya volt, és nem Leoné. Az egyik kazettát újra lejátssza, és látható rajta, hogy Kate öngyilkosságot próbál véghez vinni, könnyezve mondva, hogy Mózes meghalt. Jessie szembesül Kate szellemével és rájön az igazságra: Kate és Mózes lánya volt valójában Jessabelle, akit az apja, Leon megölt, Mózessel együtt; Jessie nemkívánatos jelenlétét, mint egy örökbefogadott gyermek, azt akarták, hogy jöjjön rá a bűncselekményekre, miután már felnőtt. Kate és Mózes terve azt volt, hogy bosszút esküdve Jessabelle szellemét átruházza Jessie testébe. Jessie és Mózes a víz felé tolják a nőt (ami a való életben úgy tűnik, mintha öngyilkosságot vinne véghez) és végül belelökik a folyóba. A víz fenekén Jessie látja Jessabelle-t közeledni, majd leveszi róla a karkötőt és felteszi magának. Jessabelle, ahogy felúszik a felszínre Jessie formájában, Preston megmenti őt és megcsókolja. Amikor Pruitt megkérdezi "Jessie"-t hogy jól van-e, ő ezt válaszolja: " Jessabelle vagyok!"
|  | Itt a vége a cselekmény részletezésének! |

## Szereplők
| Szerep          | Színész           | Magyar hang            |
| --------------- | ----------------- | ---------------------- |
| Jessie Laurent  | Sarah Snook       | Vadász Bea             |
| Preston Sanders | Mark Webber       | Horváth Illés          |
| Leon Laurent    | David Andrews     | Cs. Németh Lajos       |
| Kate Laurent    | Joelle Carter     | Csere Ágnes            |
| Rosaura         | Ana de la Reguera | F. Nagy Eszter         |
| Jessabelle      | Amber Stevens     | Lamboni Anna           |
| Moses           | Vaughn Wilson     | Zöld Csaba             |
| Pruitt seriff   | Chris Ellis       | Bácskai János          |
| Mark            | Brian Hallisay    | Horváth-Töreki Gergely |

## Kritikai visszhang
A film általánosságban vegyes és negatív kritikákat kapott a kritikusoktól. A Metacritic oldalán a film értékelése 17% a 100-ból, amely 81 véleményen alapul. A Rotten Tomatoeson a Jessabelle 26%-os minősítést kapott, 31 értékelés alapján.